# Oluf Krag
Oluf Krag, Oluf Christian Krag, Oluf Kragh (* 23. September 1870 in Hals; † 10. September 1942 in Kopenhagen) war ein dänischer Politiker und Innenminister.
Seine Eltern waren der Malermeister Laurits Christian Rudolph Kragh (1844–1895) und dessen Frau Marentine Møller (1846–1928). Bis 1928 schrieb er sich „Kragh“. Am 14. April 1895 heiratete er in Hals Ane Andrea Nikoline Schulz (3. Juni 1870 – 1. August 1968), Tochter des Lehrers Simon Jørgensen Schulz und Dorothea Krag.
1888 begann Krag ein Mathematik-Studium und wurde 1893 Magister. In diesem Fach promovierte er 1902.
Von 1897 bis 1918 war er Lehrer an der Kathedralschule in Nykøbing Falster und 1918–1921 Rektor der Metropolitanschule in Kopenhagen. 1909 wurde er Vorsitzender der Venstre in Nykøbing Falster, 1912–1918 war er Vorsitzender der Arbeitsgemeinschaft der linken Organisationen in Lolland Falster. 1914 kam es zu einer Wahl zum Landsting für das Juni-Grundgesetz von 1915. Die Venstre hatte sich mit der Radikalen Venstre und den Sozialdemokraten gegen die Højre verbündet. In Lolland Falster konnte ein Mandat an die Venstre gegen die Højre gehen, wenn alle Linken zusammenstanden, doch nur im Wege der Auslosung. Krag wurde auserwählt, gewann die Auslosung und wurde so Abgeordneter im Landsting. Auch seine Ernennung zum Innenminister war eher Zufall, da 1921 der Innenminister Sigurd Berg in der Venstre-Regierung Neergaard starb und er Nachfolger wurde. Er bewältigte ein großes Arbeitspensum, galt als scharfsinnig, so dass er lange Zeit als der beste Kopf im Landsting galt. Es gelang ihm, die wichtigen Gesetze zur Altersrente von 1922, zur Arbeitsvermittlung und zur Arbeitslosenversicherung durchzubringen.
1924 wurde er auch Abgeordneter im Folketing für den Wahlkreis Ringkøbing. 1933 wurde er Fraktionsvorsitzender der Venstre.
Doch ihm fehlte als Akademiker die volksnahe Redegabe, so dass er nie eine besondere Popularität bei West-Jütlands Venstre erlangen konnte. Zuletzt wurde er Minister von April, als Dänemark im Rahmen des Unternehmens Weserübung besetzt wurde, bis Juli 1940.

## Ehrungen
- 1921 Kommandeur des Dannebrogordens 2. Klasse
- 1923 Großkreuz des Falkenordens
- 1930 Kommandeur des Dannebrogordens 1. Klasse
- 1933 Dannebrogmänner-Ehrenzeichen